# June Taylor

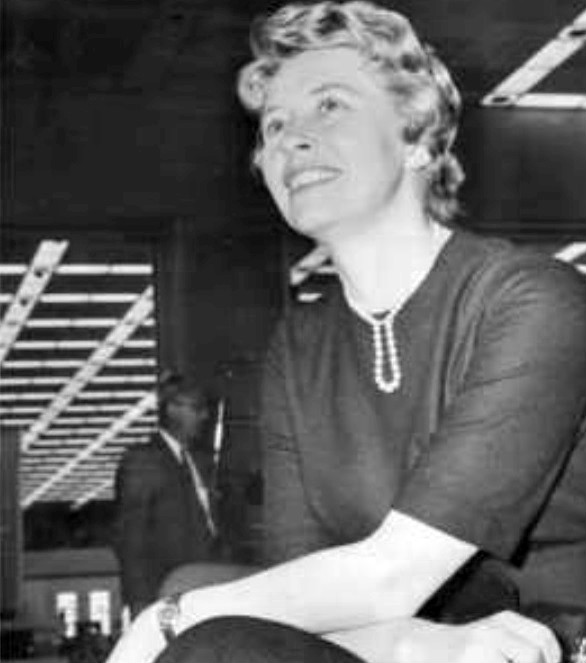
Zdjęcie June Taylor zrobione przez The Detroit News do artykułu w gazecie.

June Taylor (ur. 1918 w Chicago, zm. 17 maja 2004 w Miami), amerykańska tancerka i choreograf.
Pracowała jako tancerka w klubach nocnych. Z powodu gruźlicy, na którą cierpiała od 20. roku życia porzuciła tę pracę i zajęła się choreografią. W 1942 założyła własny zespół taneczny, June Taylor Dancers, z którym występowała w USA. Od 1946 współpracowała z aktorem i producentem Jackie Gleasonem. W 1948 po raz pierwszy zaprezentowała swoją pracę w telewizji - sześcioro tancerzy z jej zespołu wystąpiło w programie The Toast of the Town.
Od 1950 stale współpracowała z Gleasonem, tancerze jej zespołu występowali w Cavalcade of Stars oraz The Jackie Gleason Show. W późniejszych latach była także związana z Gleasonem rodzinnie - jej siostra, Marilyn Taylor Horwick (występująca w zespole tanecznym), wyszła za mąż za Gleasona w 1975.
W 1955 Taylor otrzymała nagrodę Emmy za choreografię. W latach 1964–1970 kierowała zespołem tanecznym w The Jackie Gleason Show w Miami Beach, w latach 1978–1990 prowadziła cheerleaderki drużyny Miami Dolphins.